# Augusto Fabbri
Augusto Fabbri (Ravenna, 18 maggio 1858 – Roma, 31 marzo 1940) è stato un generale italiano, veterano della prima guerra mondiale dove fu comandante della Brigata Marche, della 25ª Divisione e del XXVI Corpo d'armata. Decorato con la Croce di Commendatore dell'Ordine militare di Savoia, di una Medaglia d'argento al valor militare e della Gran Croce dell'Ordine dei Santi Maurizio e Lazzaro.

## Biografia
Nacque a Ravenna il 18 maggio 1858. Massone, membro del Grande Oriente d'Italia, il 3 aprile 1881 fu tra i fondatori della Loggia "Rienzi" di Roma.  Intrapresa la carriera militare nel Regio Esercito, nel 1882 fu nominato sottotenente dell'arma di fanteria, assegnato al corpo dei granatieri. Dopo aver frequentato la Scuola di guerra fu assegnato in servizio presso lo Stato maggiore dell'esercito. Promosso maggiore nel giugno del 1900, prestò servizio quale Capo di stato maggiore della Divisione (10ª) di Padova, allora al comando del generale Alberto Incisa di Camerana. Divenuto tenente colonnello nel settembre 1905, continuò a ricoprire il suo incarico fino al febbraio 1911, quando fu nominato comandante del 58º Reggimento fanteria "Abruzzi".
Tra il 1912 ed il 1913 operò in Libia al comando del 23º Reggimento, dapprima nel Garian, e meritandosi poi ad Assaba la Croce di Cavaliere dell'Ordine militare di Savoia. Rientrato in Italia assunse l'incarico di Capo di stato maggiore del II Corpo d'armata e nel 1915 fu promosso maggior generale. In vista dell'inizio delle ostilità con l'Impero austro-ungarico, il 1º aprile si trovava a Pieve di Cadore per preparare le operazioni belliche nel settore Ansei, disponendo ai suoi ordini della Brigata Marche (di cui fu comandante dal 24 maggio al 26 ottobre 1915) e dei battaglioni alpini "Pieve di Cadore" e "Val Piave", del gruppo di artiglieria da montagna "Belluno", e del 20º Reggimento artiglieria da campagna. Il 18 aprile si portò ad Auronzo, e il 23 maggio 1915, il giorno prima dello scoppio della guerra, si trasferì a Casa San Marco, verso Misurina. 
Dal 15 al 20 luglio predispose il primo attacco in forze contro il Monte Piana e, sempre nel corso di quel mese, ordinò che fosse installato un grande faro sulla vetta della Cima grande di Lavaredo, destinato ad illuminare il campo di battaglia delle truppe che nel mese di agosto dovevano avanzare ai piedi delle Tre Cime. 
Tra i mesi di agosto e settembre, sotto i suoi ordini, furono occupate la testata del Rienza, il Rifugio Tre Cime, Zsigmondy ed una buona parte dell'Alta Val Fiscalina. Per queste brillanti operazioni nell'agosto 1915 fu insignito della Croce di Ufficiale dell'Ordine militare di Savoia.
Nella seconda metà di ottobre dello stesso anno, fu nominato Capo di stato maggiore della 4ª Armata al comando del generale Luigi Nava, schierata sul fronte del Cadore e sulle Dolomiti, ma rimane temporaneamente in missione speciale sul fronte dolomitico, in Val Padola, a predisporre lo studio dell'attacco al Passo della Sentinella che il suo successore, il generale Giuseppe Venturi, porterà a termine con successo.
Il 31 agosto 1916 è elevato al rango di tenente generale, e il 6 dicembre dello stesso anno assume il comando della 25ª Divisione. Nell'aprile 1917 assume il comando del XXVI Corpo d'armata e successivamente viene decorato con una Medaglia d'argento al valor militare. Il 28 marzo 1918 assume l'incarico di Capo di stato maggiore della 3ª Armata, allora al comando del generale Emanuele Filiberto di Savoia-Aosta, ricoprendolo fino al 10 gennaio 1919, e in tale veste e successivamente insignito dell'onorificenza di Commendatore dell'Ordine Militare di Savoia. Dopo la fine della guerra è nominato comandante del Corpo d'armata di Roma assumendo anche la Presidenza della Commissione per l’esame delle proposte di ricompensa al Valor Militare ordinarie e di quelle per la Libia. Messo a riposo nel 1937 con la promozione a generale di corpo d'armata della riserva. Stabilitosi nella Capitale con la moglie Tullia e il figlio Umberto, vi trascorse il resto della vita, spegnendosi il 31 marzo 1940.

### Annotazioni
1. ↑  Tale faro fu trasportato su per 400 metri di dislivello, fra crode, cenge e canaloni. Le immagini fotografiche del suo trasporto, a cura degli alpini dei battaglioni "Val Piave" e "Cadore", sono ancora oggi conservate in un album depositato presso le Civiche Raccolte Storiche a Milano.

### Fonti
1. 1 2 3 4  Bianchi 2012, p. 92.
2. 1 2 3 4 5 6 7 8  Fronte Dolomitico.
3. ↑  Elisabetta Cicciola, Ettore Ferrari Gran Maestro e artista fra Risorgimento e Antifascismo. Un viaggio nelle carte del Grande Oriente d'Italia, Mimesis, Milano, 2021, p. 29, nota 59.
4. 1 2 3 4 5 6 7 8  Bianchi 2012, p. 93.
5. 1 2 3  Bianchi 2012, p. 94.
6. 1 2 3  Sito web del Quirinale: dettaglio decorato.
7. ↑   Bollettino ufficiale delle nomine, promozioni e destinazioni negli ufficiali e sottufficiali del R. esercito italiano e nel personale dell'amministrazione militare, 1934,  p. 1787. URL consultato l'11 ottobre 2020.
8. ↑  Gazzetta Ufficiale del Regno d'Italia n.305 del 15 dicembre 1915.